# Gastronomia dels nadius americans
La gastronomia nativa americana inclou tots els aliments dels pobles indígenes d'Amèrica. Com que hi ha diversos biomes a Amèrica i hi ha més de 500 tribus, la cuina dels nadius americans pot variar significativament segons la regió i la cultura; fins i tot hi havia plantes que eren desconegudes per altres cultures, com per exemple el cacau dels mexiques mesoamericans era desconegut per part dels inques andins, i les patates d'aquests no es coneixien entre els primers.
Se sap que els aliments com el cornbread (pa de blat de moro), el gall dindi, els nabius vermells, els nabius blaus, el gra de blat de moro, la carabassa, el carabassó, el gira-sol, l'arròs salvatge, el moniato, el tomàquet, el pebrot, les mongetes, el cacauet, l'alvocat, la papaia, la patata, la xocolata i el puré s'han adoptat a la gastronomia d'Amèrica dels nadius americans. En altres casos, documents dels primers temps de contacte amb europeus, africans i asiàtics han permès recuperar una cuina que havia quedat en desús.
Els indígenes moderns han conservat una gran quantitat d'aliments tradicionals, alguns dels quals s'han convertit en icones de les trobades índies actuals, com ara el frybread (en anglès literalment "pa fregit"). La cuina nativa americana contemporània pot abastar un ventall tan ampli com la imaginació del xef que introdueix o adapta la cuina tradicional al present. L'ús d'ingredients d'aliments autòctons domesticats i salvatges representa la cuina nativa americana.

## Cuina indígena a l'Amèrica del Nord

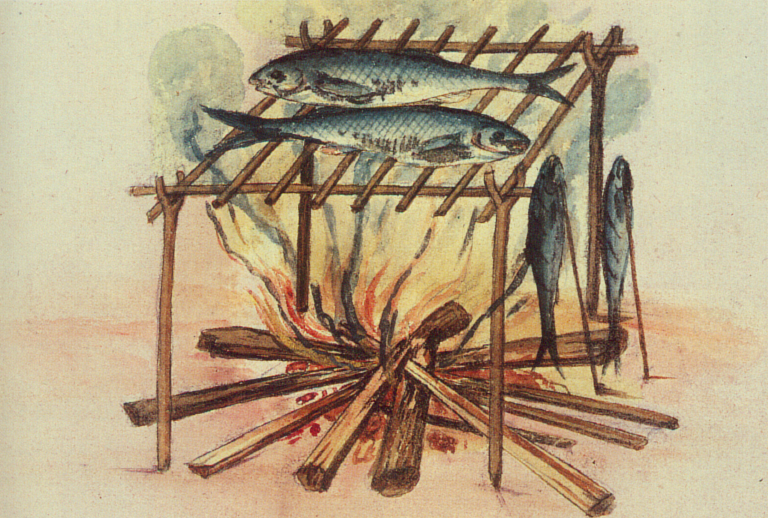
Equipament pel fumatge de peix utilitzat pels algonquins de Carolina del Nord

Hi  ha un ampli ventall d'aliments que engloba el terme menjar autòcton, que reflecteix els ingredients que es troben a tota l'extensió de l'Amèrica del Nord, des del salmó a la costa fins als bisons a les planúries. Els tres aliments bàsics de la cuina nativa nord-americana són el blat de moro, la carabassa i les mongetes.
El fumatge era una tècnica de conservació habitual entre diverses tribus de l'Amèrica del Nord, tot i que els mètodes variaven d'una tribu a una altra, des de l'ús d'un petit recinte fins a fumar els aliments amb un gran foc a l'aire lliure. Tot i que aquest mètode ja era conegut pels antics egipcis, els indígenes americans van tenir un paper important en el desenvolupament del sistema d'assecatge de carn actual.
La cuina indígena nord-americana pot diferir lleugerament de la cuina del sud-oest i mexicana per la seva simplicitat i la seva senzillesa de sabors. L'ús d'Allium tricoccum (un tipus de ceba silvestre), gingebre salvatge, enciam i baies de ginebre poden afegir sabors refinats a diversos plats. La cuina està lluny de ser estàtica, els cuiners actuals sovint processen i canvien els plats amb gran imaginació.

### Cuina indígena del Nord

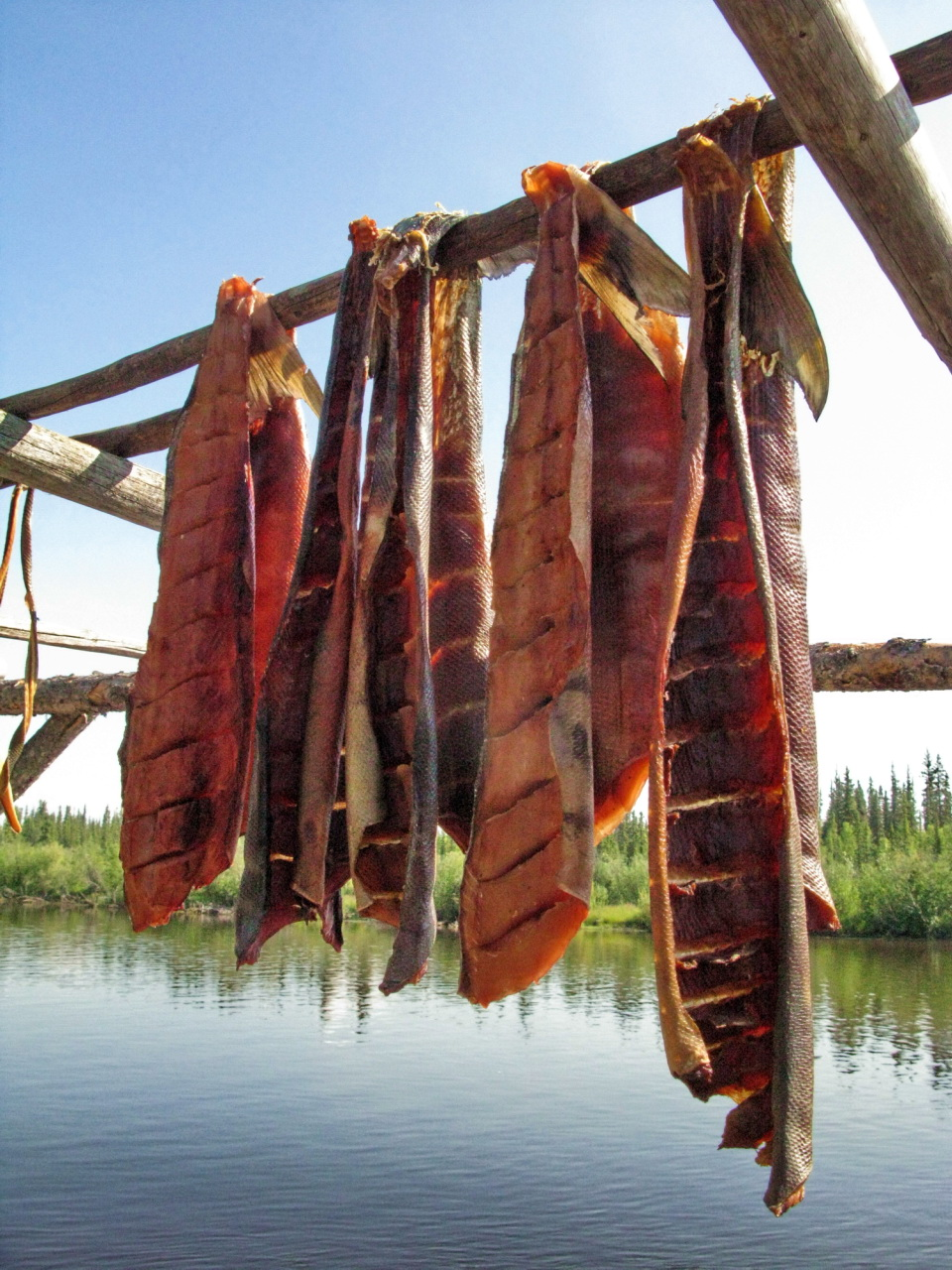
Filets de salmó penjats en un bastidor al costat d'un riu a Alaska.

La cuina indígena del Nord fa referència a un conjunt d'estils gastronòmics heretats de les diverses tradicions alimentàries dels pobles indígenes del Canadà, Alaska i Groenlàndia: Primeres Nacions, métis i inuit), especialment a les regions remotes del nord on el menjar occidental és una importació cara i encara es depèn dels aliments tradicionals. Tot i que varia molt d'una nació a l'altra, aquesta cuina és típicament de subsistència i, en general, utilitza carns salvatges, peixos i baies. Les tribus del nord-oest depenien molt del peix, de manera que el fumatge els assegurava l'aliment durant tot l'any.
L'estacionalitat és un fet determinant, i la dieta dels territoris dels nord gira en torn de la caça petita i gran (bisó, ant, llebre, rata mesquera, os, castor, balena, foca), la pesca, la recol·lecció i la conservació. Aquests pobles nadius consumien plantes silvestres, especialment nabius blaus i vermells, mores, gerds i baies de saüc, i també xarop, aigua i sucre d'auró.
La cuina nativa d'Alaska consisteix en aliments densos en nutrients com la foca, el peix (salmó) i l'ant. Juntament amb aquests, els nadius d'Alaska consumeixen tradicionalment baies (huckleberries) i ous d'ocells. La foca, les morses i els ossos polars són les grans preses que cacen; les més petites inclouen la truita alpina, la llebre àrtica i el Lagopus. A causa del clima, les plantes comestibles com les baies només estan disponibles per ser consumides a l'estiu, de manera que la gent té una dieta molt alta en greixos i proteïnes, però baixa en hidrats de carboni.
Entre els aliments campestres més comuns a la zona dels Territoris del Nord-oest del Canadà es troben els mamífers i les aus (caribús, ants, ànecs, oques, foques, castors, llebres, galls fers, perdius nivals), els peixos (truita de llac, Salvelinus, nelma, lluç de riu, lota) i les baies (nabius blaus, nabius vermells, mores, romegueró de torbera). Alguns plats emblemàtics, com el sagamité, també fan un gran ús del blat de moro. Alguns ingredients associats habitualment a la cuina del Quebec, com ara el xarop d'auró, són d'herència nativa americana.
A l'Àrtic oriental canadenc, els inuit consumeixen una dieta a base d'aliments que es pesquen, cacen i recol·lecten localment. Entre ells hi ha el caribú, la morsa, la foca anellada, la foca barbuda, la beluga, l'os polar, les baies i l'epilobi. També empraven tècniques de fumat i de fermentació del peix com a pràctica per a preservar els aliments i enriquir-ne el sabor.

### Cuina indígena de les Grans Planes

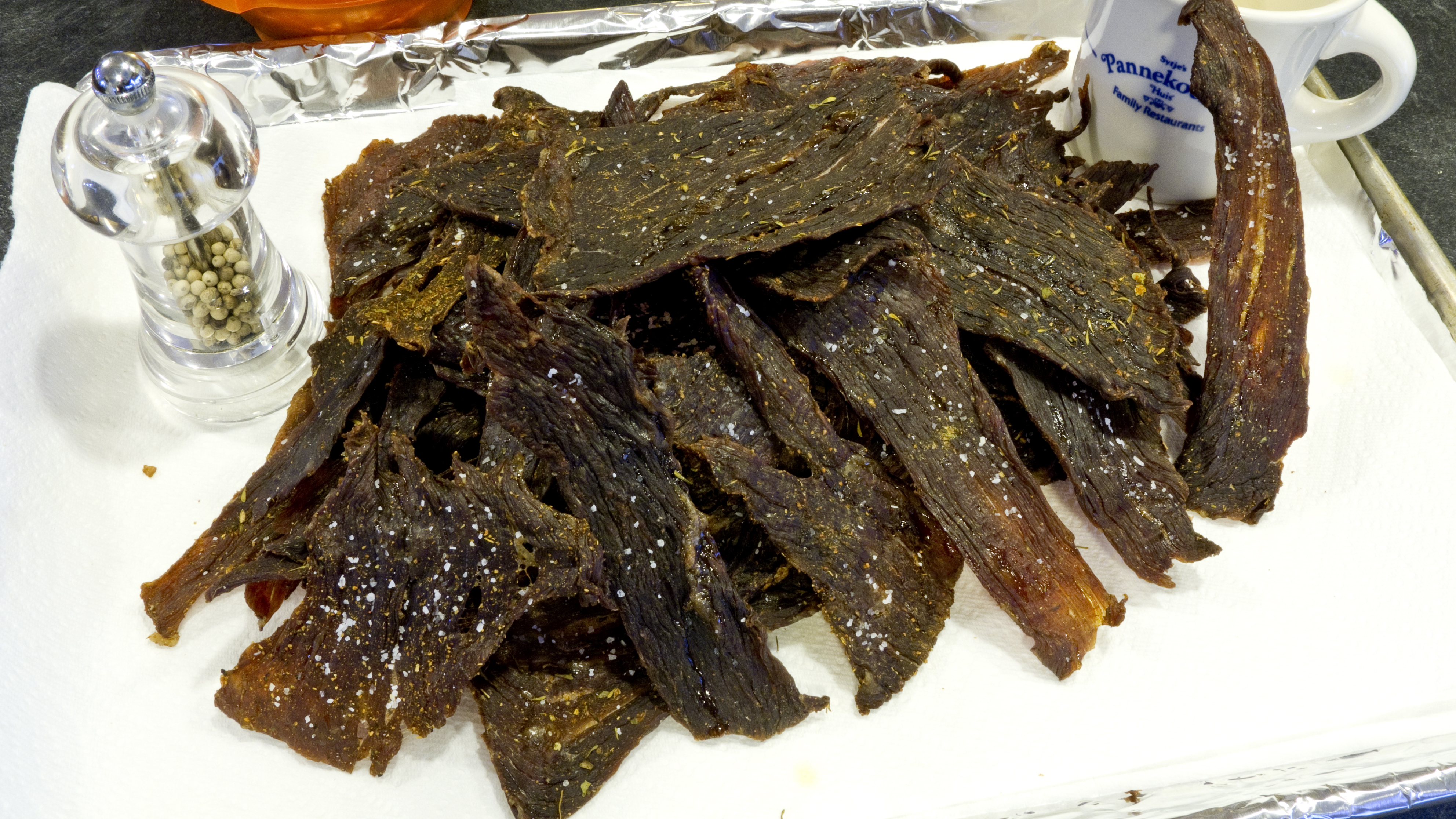
Un plat de jerky cheyenne

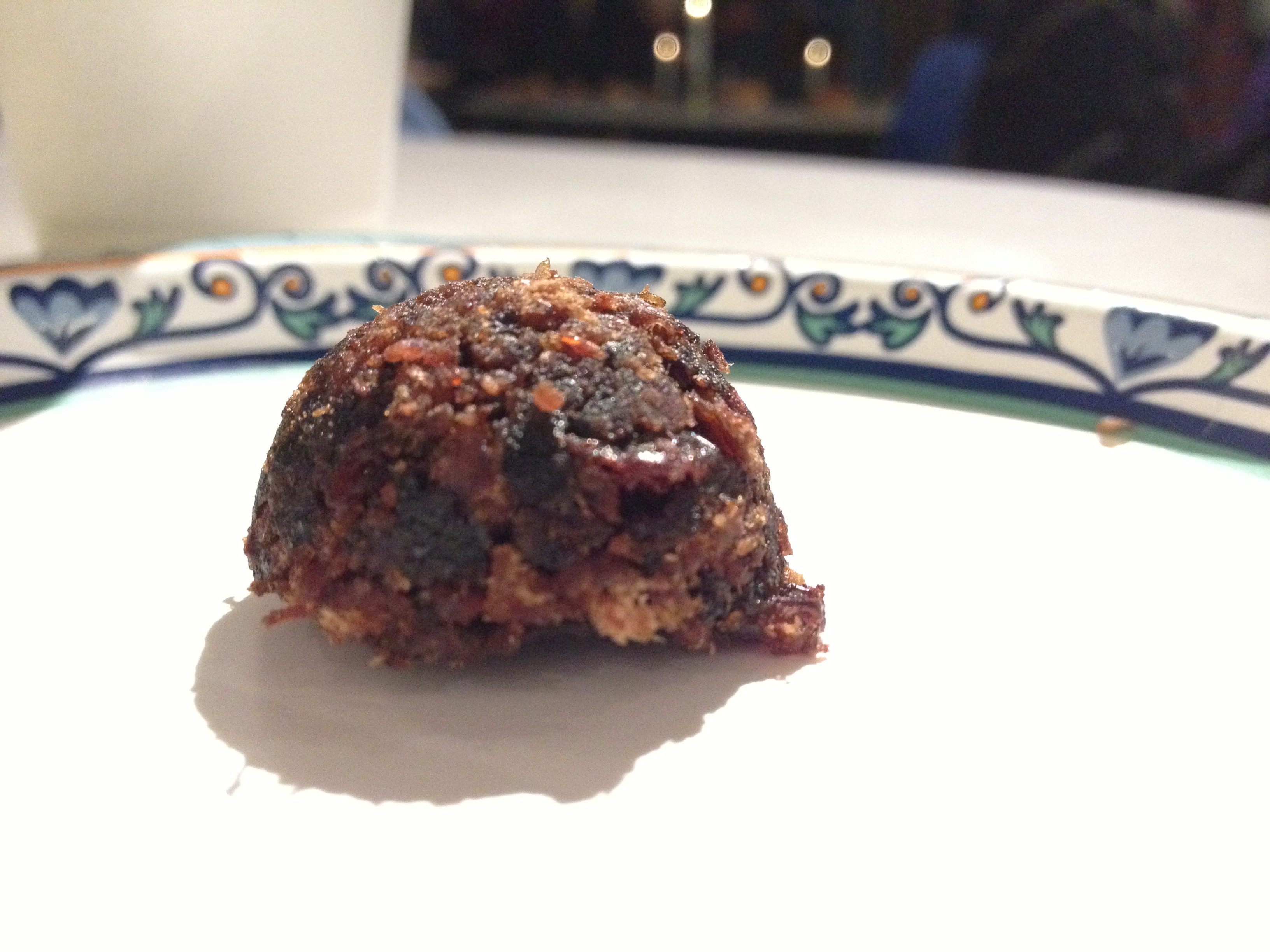
Una bola de pemmican

Els pobles indígenes de les Grans Planes i les praderies canadenques (entre les quals hi ha els arapaho, assiniboine, blackfoot, cheyenne, comanche, crow, gros ventre, kiowa, lakota, lipan, apatxe kiowa, cree, saulteaux, sarsi, nakoda i tonkawa) històricament han confiat molt en el bisó americà com a font d'aliment bàsic.
Els animals que consumien, com ara bisons, cérvols i antílops, eren animals de pastura. A causa d'això, tenien un alt contingut d'àcids grassos omega-3, un àcid essencial que manca a moltes dietes. Entre els aliments bàsics tradicionals també s'hi inclouen el Pediomelum esculentum, fruites (chokecherries, Amelanchier, prunes, nabius blaus i vermells, maduixes, buffaloberries, gooseberries), patates, carabassa, carns seques (carn de cèrvid, búfal, llebre i gall de praderia), i l'arròs salvatge.
Els sioux van introduir l'ús del bisó a les tradicions culinàries de l'Amèrica del Nord. Per a ells, el bisó era fonamental per subsistir ja que en consumien la seva carn i les vísceres en diverses preparacions, i també n'aprofitaven la pell. Com a poble nòmada, també recol·lectaven baies i arrels de manera habitual, i complementaven la seva dieta amb fruites silvestres com ara nabius i mores.
Moltes parts del bisont s'utilitzaven i preparaven de nombroses maneres, incloent: "carn bullida, sopa de tripa potser espessida amb cervells, intestins rostits, carn fumada o assecada, i ronyons, fetge i llengua crus empolvorats amb fel o bilis es menjaven immediatament després d'una matança."
Les carns fumades més populars (com el jerky) es feien amb caça salvatge, principalment el bisó. Un mètode tradicional de preparació és tallar la carn a rodanxes fines i assecar-la, ja sigui a foc lent o al sol, fins que quedi dura i trencadissa. En aquesta forma pot durar mesos, convertint-lo en un ingredient principal per combinar amb altres aliments, o menjar sol.
La carn deshidratada pot utilitzar-se en l'elaboració del pemmican, una barreja concentrada de greixos i proteïnes a la que de vegades s'hi afegeixen fruites com ara nabius vermells, nabius blaus, baies de Saskatoon, cireres, chokecherries i groselles.

### Cuina indígena de l'Est

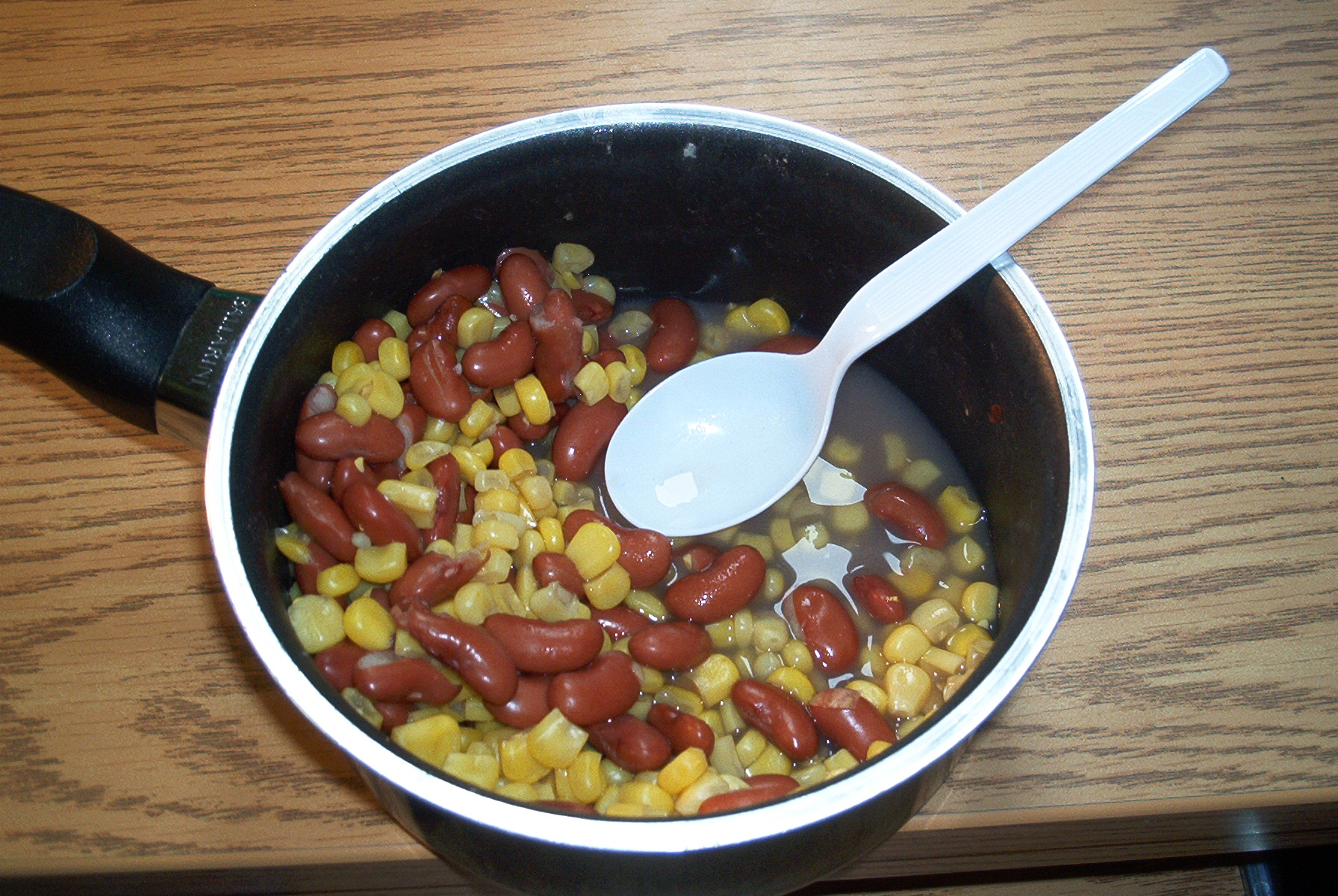
Un succotash preparat amb mongetes kidney

Els amerindis dels Boscos orientals (iroquesos, algonquins i creek, principalment) van plantar el que es coneixia com les "tres germanes": blat de moro, mongetes i carabassa conreats junts. Entre els iroquesos, aquesta tècnica de cultiu permetia cuinar a foc lent la sagamité. A més, una sèrie d'altres plantes domesticades van ser populars durant certs períodes als boscos de l'est, com ara una versió local de quinoa, una varietat d'amarant, Iva annua, Hordeum pusillum, Phalaris caroliniana i gira-sol.
A la part Nord-oest del que avui són els Estats Units, els indígenes utilitzaven salmó i altres peixos, mariscs, bolets i baies juntament amb altres aliments com la carn de cérvol, l'ànec i el conill domèstic. Van apreciar beure rom introduït per Cristòfor Colom.

### Cuina indígena del Sud-est

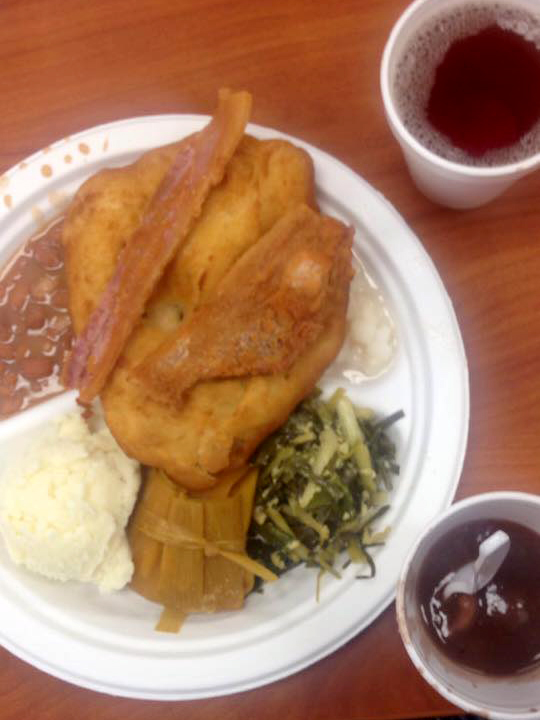
Un wild onion dinner choctaw amb frybread, nixtamal, ceba salvatge, banaha (pa de blat de moro), puré de patates i fesols, acompanyats de gelat de suc de raïm i te amb gel.

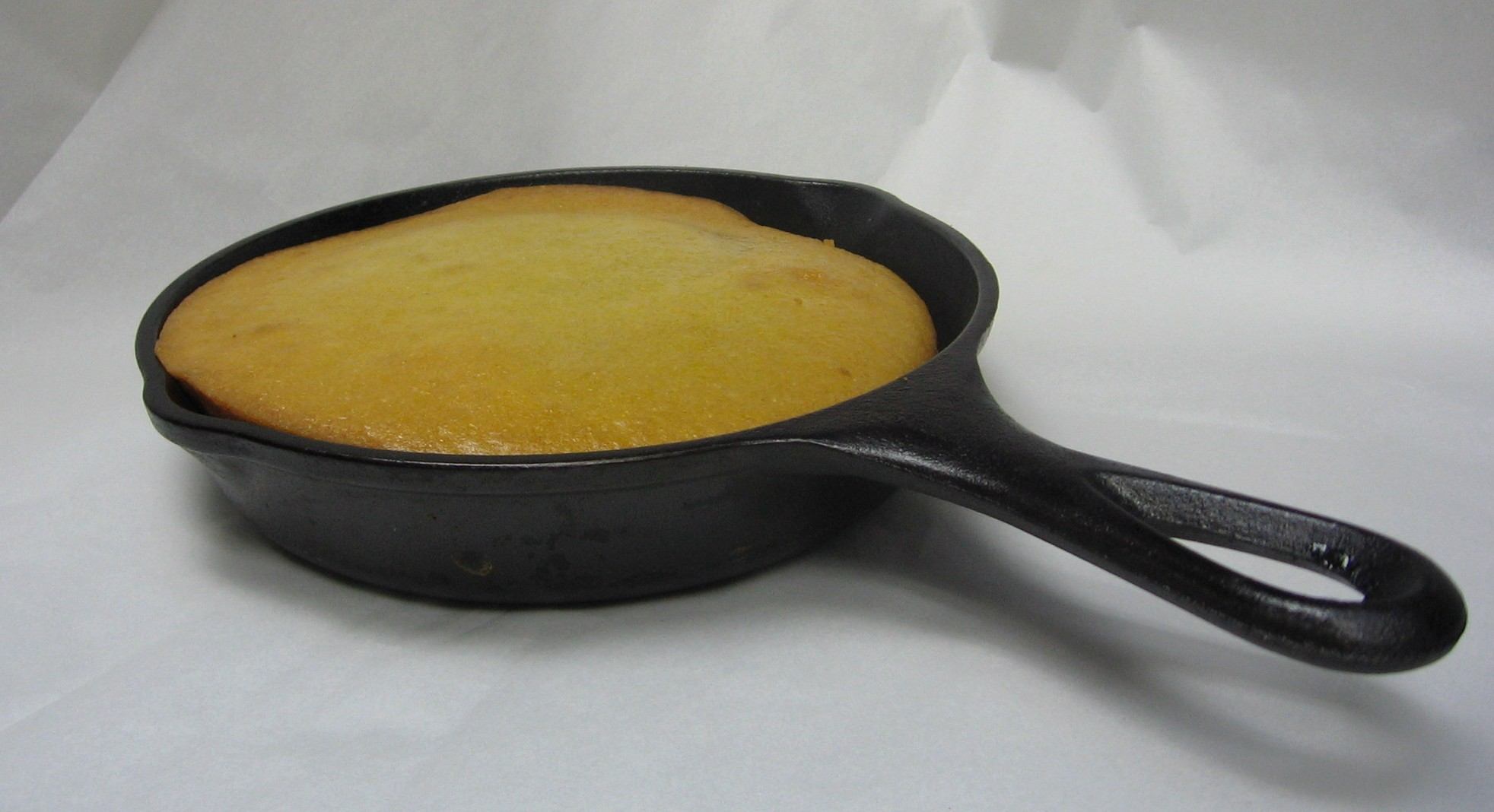
Un cornbread preparat en una paella

Els nadius americans a la cultura del Sud-est dels Estats Units són la base de la cuina sud-americana. Els pobles shawnee, powhatan, waco, tawakoni, tonkawa, karankawa, quapaw i mosopelea solen considerar-se marginalment del sud-est i les seves terres tradicionals representen les fronteres de la regió cultural.
D'aquests indígenes va sorgir un dels ingredients principals de la cuina del sud: el blat de moro, o bé mòlt en farina o encalçat amb una sal alcalina per fer farina de blat de moro seguint una tecnologia nativa americana coneguda com a nixtamalització. El blat de moro s'utilitzava per elaborar tot tipus de plats, des del conegut pa de blat de moro fins a licors com el whisky, que eren productes comercials importants. Hi ha moltes fruites disponibles a la regió. El raïm (Vitis rotundifolia), les mores, els gerds i moltes altres baies silvestres formaven part de la dieta dels indígenes del sud.
Les patates també eren un aliment bàsic dels nadius americans, encara que no tan estès com el blat de moro, que es va adoptar a la cuina d'Amèrica del Sud. La patata s'utilitzava gairebé de la mateixa manera que el blat de moro. Els nadius americans van introduir als primers meridionals moltes altres verdures que avui dia encara són ben conegudes al sud. Carabassó, carabassa, diversos tipus de mongetes, tomàquets (tot i que inicialment es consideraven verinosos), moltes varietats de pebrot i sassafràs van arribar als colons a través de les tribus natives.
Els indígenes del Sud també complementaven la seva dieta amb carn de caça autòctona. La carn de cérvol era una part important de la dieta càrnia a causa de l'abundància de cérvol de cua blanca a la zona. També caçaven conills, esquirols, sarigues i ossos rentadors. Els europeus van adoptar la pràctica de criar bestiar en forma de porcs i boví. Quan es mataven el cérvol o el bestiar, s'utilitzava tot l'animal. A més de la carn, sovint menjaven òrgans com el fetge, el cervell i els intestins. Aquesta tradició es manté avui en dia en plats d'autor com els budells de porc fregits, el púding de fetge de porc i els cervells i els ous de porc. El greix animal, sobretot el del porc, es recollia i s'utilitzava per cuinar i fregir. Molts dels primers colons del sud van aprendre a cuinar dels indígenes.

### Cuina indígena de l'Oest
En contrast amb els de l'Est, els pobles del Nord-oest eren tradicionalment caçadors-recol·lectors, principalment, i no necessitaven l'agricultura per complementar l'abundant aliment disponible on vivien. No obstant això, les tribus de l'actual Califòrnia (entre elles, els shoshone, els hupes, els miwok, els mohaves i els mono), encara confiaven en emmagatzemar aliments per a les estacions d'hivern, que incloïen "nous, llavors i carn i peix secs". Les glans es molien per obtenir farina, l'aliment bàsic d'aproximadament el 75 % de la població, i la carn seca es preparava quan era possible l'assecatge.
Al Nord-oest del Pacífic, les dietes tradicionals inclouen el salmó i altres peixos, marisc, bolets, baies, glans, llavors, arrels, tubercles i herbes autòctones, i carns com el cérvol, l'antílop, el uapití, l'ànec, el conill i, en zones més elevades, el mufló del desert (Ovis canadensis nelsoni). Al llarg de la costa es caçaven petits mamífers, serps i sargantanes, mentre que a la Gran Conca els nadius preferien la pesca; gràcies a l'abundància de salmó, aquestes tribus podien assegurar-se un excedent de peix.
La caça, la recol·lecció i la pesca van subministrar la major part dels aliments als indígenes de tot l'Oest, i la riquesa de la zona proporcionava menjar abundant,  especialment al llarg dels rius Colúmbia i Colorado, fet que els permetia utilitzar el romanent com a mercaderia comercial. Les glans representaven una part fonamental de la dieta californiana; n'extreien les toxines de la polpa i les convertien en farina, obtenint un producte que no es deteriorava tan fàcilment.
Les tribus indígenes al llarg de la regió de Califòrnia van poder utilitzar "més de 500 espècies de plantes i animals com a aliment". Les investigacions arqueològiques suggereixen el consum de rosegadors i foca per part dels ohlone, i que l'anxova era una font d'aliment per a ells. La cuina autòctona no es limitava al salmó com a font principal de proteïna.
La dieta dels indígenes americans occidentals era molt rica en proteïnes i nutrients, més saludable que la dels grups indígenes de les planes o del Nord-est, que eren societats agricultores. Són característics d'aquesta zona el salmó fumat cuinat lentament a foc obert i la farina de gla, amb la que s'elaboren multitud de receptes, com el mush de gla.

### Cuina indígena del Sud-oest

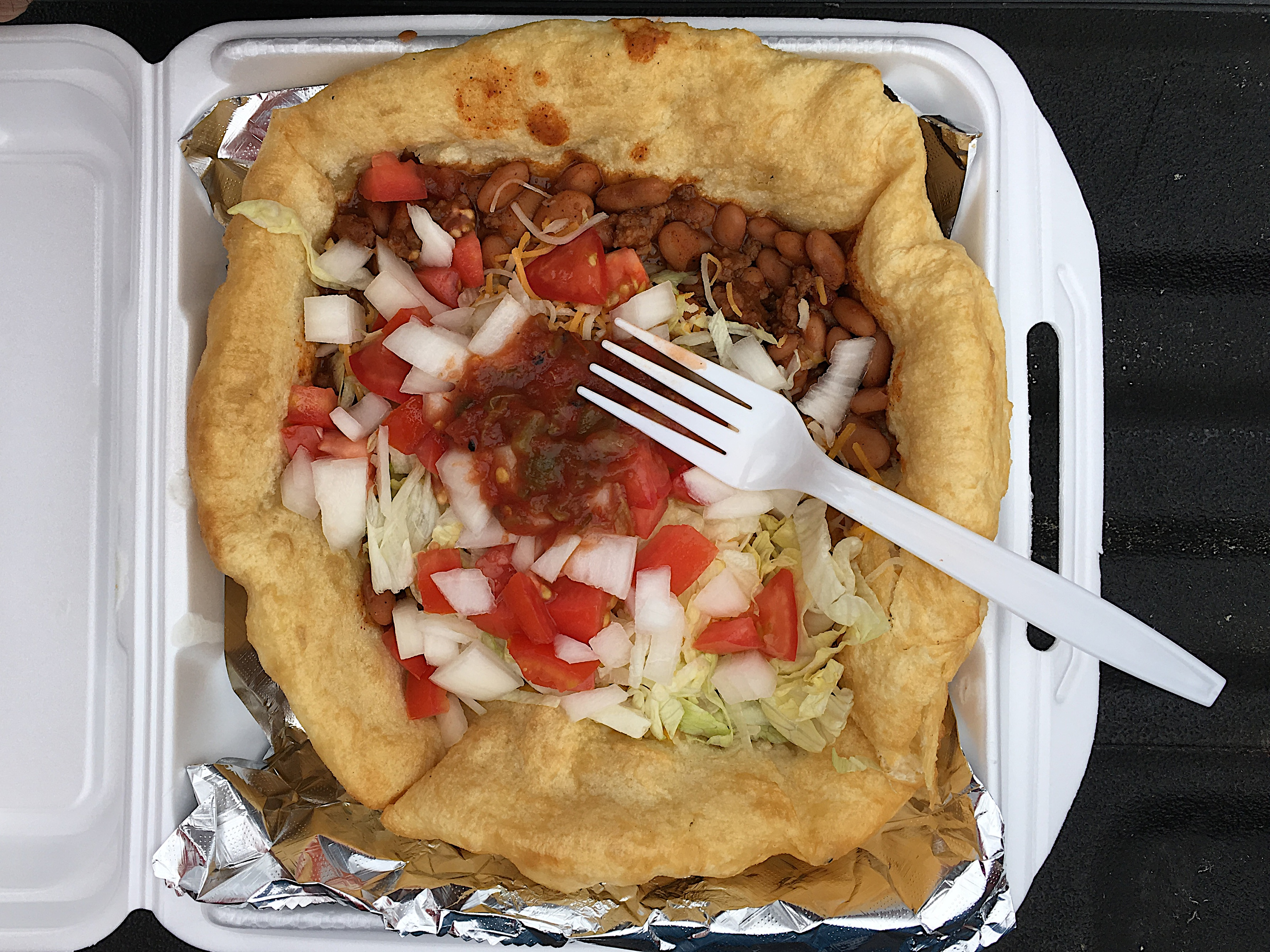
Un taco navajo servit en frybread a Colorado

Les tribus del Sud-oest són les civilitzacions navajo, apatxes, hopi i pueblo, principalment.
Els antics anasazi de l'actual regió de Four Corners dels Estats Units, que comprenen Arizona, Colorado, Nou Mèxic i Utah, van practicar inicialment l'agricultura de subsistència cultivant blat de moro, fesols, carabassa, llavors de gira-sol i recol·lectant baies, cactus, atzavara i pinyons de pi pinyoner, i la carn de caça, inclosa el cérvol i la cunicultura, i els peixos d'aigua dolça com la truita de Río Grande i la truita arc de Sant Martí també són aliments tradicionals a la regió.
Alguns d'aquests pobles elaboraven una beguda alcohòlica feble anomenada tiswin o tulupai, a base de blat de moro. Els anasazi, els mogollon i els hohokam conreaven carabasses i blat de moro, i construïen ciutats excavades en els penya-segats, i creaven canals complexos canals de reg per fer arribar l'aigua als cultius en el desert.
Els pobles ancestrals d'aquesta àrea també són coneguts per la seva cistelleria i ceràmica, cosa que indica tant un excedent agrícola que s'havia de transportar i emmagatzemar, com la cuina d'olla de fang. Les pedres de molta s'han utilitzat per moldre el blat de moro com a farina per cuinar. Les excavacions arqueològiques indiquen una domesticació molt primerenca dels galls dindi per menjar.
La nova gastronomia mexicana està molt arrelada tant a les tradicions alimentàries dels pueblo com dels hispans, i és una cuina prevalent al Sud-oest de l'Amèrica del Nord, especialment a Nou Mèxic.
L'any 2002, Foods of the Southwest Indian Nations, de Lois Ellen Frank, va guanyar un premi James Beard, el primer llibre de cuina dels amerindis dels Estats Units a rebre el guardó. Els editors havien dit a l'autora que no existia la cuina nativa nord-americana.

### Plats

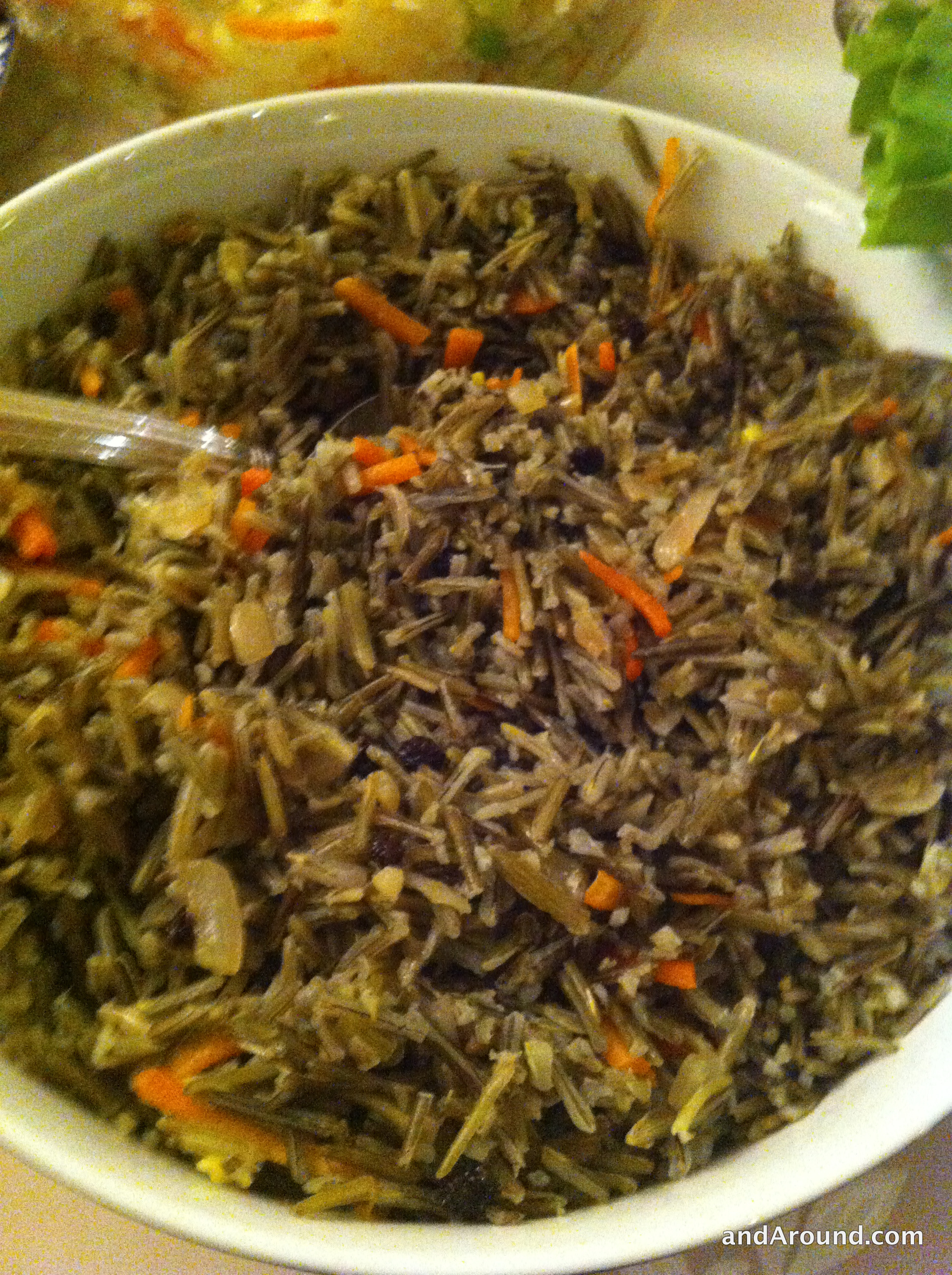
Amanida d'arròs salvatge (manoomin)

- Bannock, un tipus de frybread propi de les zones culturals àrtiques
- Frybread, pa fregit
- Cornbread, pa de blat de moro[48][49] propi del Sud-est
- Banaha, pa de blat de moro semblant als tamales però sense farciment[25]
- Piki, un pa elaborat amb farina de blat de moro blau utilitzat a la cuina hopi.[25]
- Salsa wojapi, un tipus de melmelada o compota que elaboren els lakota amb una barreja de baies locals cuites, que serveix per acompanyar plats de carn, peix o de blat de moro.[25]
- Xarop d'auró, un xarop fet a partir de l'aigua d'auró que té el seu origen en les Primeres Nacions[50]
- Sagamité, un guisat elaborat amb blat de moro i peix, carns o baies en diverses formes a la qual sovint s'afegia greix animal com a condiment[51][52]
- Pemmican, una barreja concentrada de greixos i proteïnes de carn seca de caça (normalment bisó o cérvol), i baies[10][53][54]
- Succotash, blat de moro dolç amb garrofons o altres mongetes amb closca[55][56]
- Arròs salvatge, un aliment tradicional autòcton de Minnesota, Wisconsin, Michigan i algunes zones de Dakota del Nord.[3] Els anishinaabemowin l'anomenen manoomin.

Més informació: https://www.tastingtable.com/1297689/native-american-foods-should-try-once/
- Carns seques, com el jerky o les tires de salmó fumat
- Mush, un tipus de púding o farinetes de farina de blat de moro que normalment es bull amb aigua o llet[57]

## Cuina indígena a Mesoamèrica

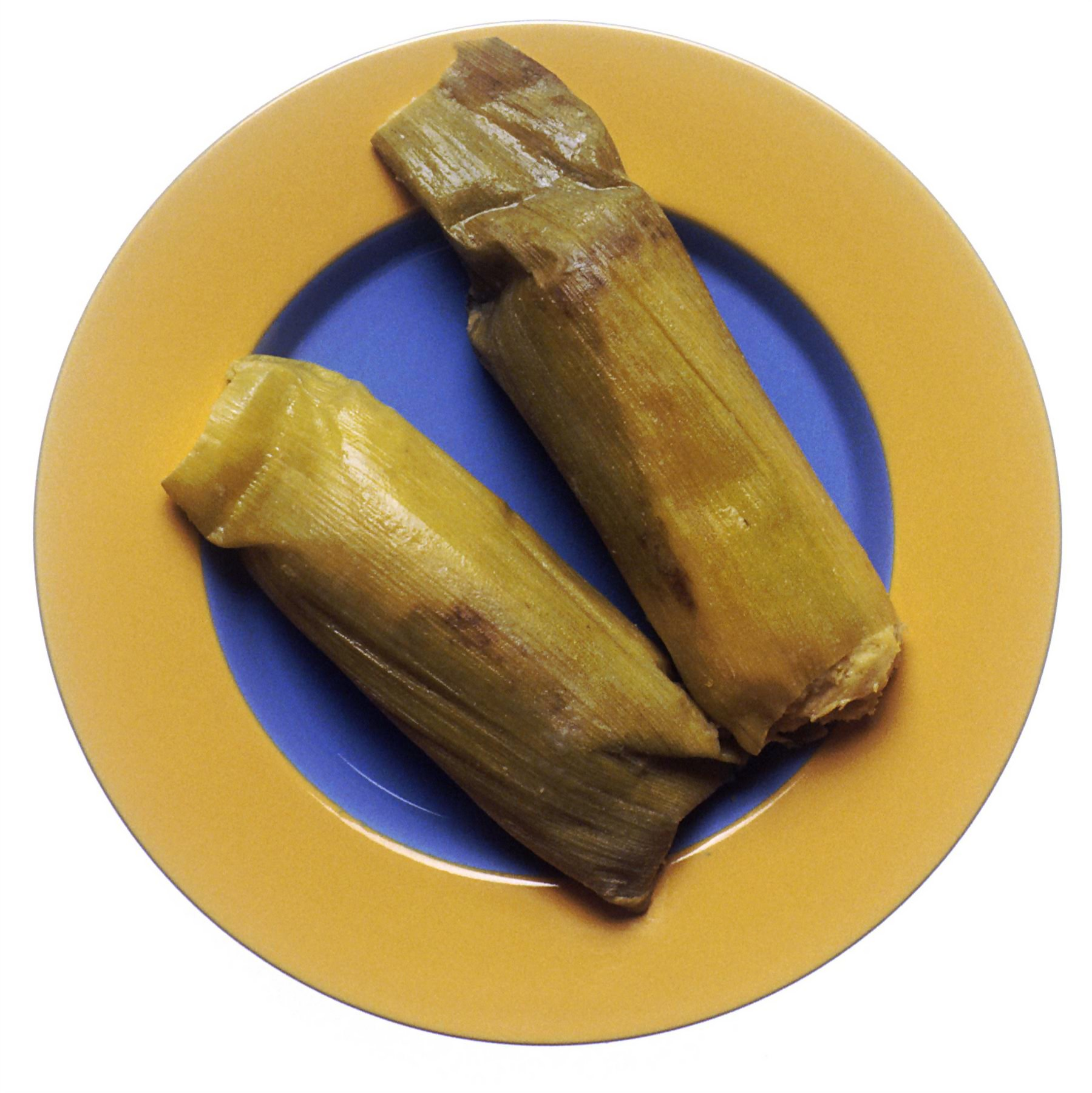
Un plat amb tamales

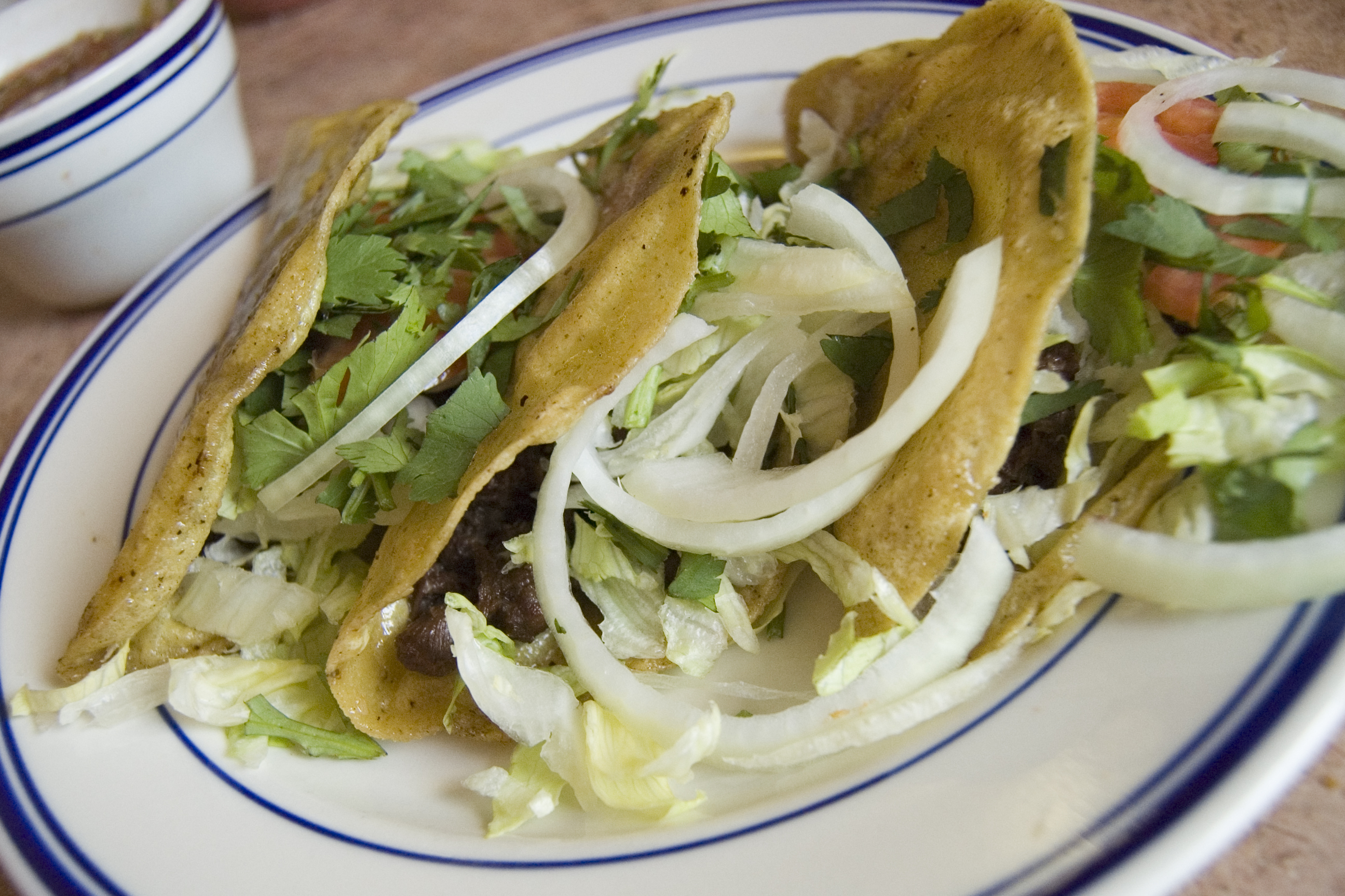
Tacos de barbacoa

La cuina nativa americana a Mesoamèrica abans de la conquesta va fer una gran contribució a la creació de les cuines actuals de Mèxic, Belize, El Salvador, Hondures i Guatemala. Les cultures implicades incloïen els asteques, els maies, els olmeques, els pipils i moltes més.
Era propi dels pobles indígenes de Mèxic la preparació de diversos plats de fesols, així com el consum de bolets i d'alguns insectes, com els xumilines. Així mateix, en algunes comunitats indígenes del sud de Mèxic es preserva l'elaboració de la xocolata (xocolatl en nàhuatl) com ho feien a les cultures mesoamericanes precolombines.
Els asteques i els maies consumien la xocolata com una beguda amarga i la utilitzaven en rituals i cerimònies. En les cuines contemporànies continua utilitzant-se la xocolata en l'elaboració d'alguns plats. El blat de moro s'usava en l'elaboració de tortillas, tamales i begudes com l'atole, i tenia importància a la vida diària i en cerimònies rituals. La dieta maia era fonamentalment vegetal a base de blat de moro, fesols, arrels i tubercles, però també aconseguien proteïnes a través d'animals domèstics, la caça i la pesca.
Entre els productes endèmics de República Dominicana o introduïts a l'inici de la conquesta hi ha un gran ventall de tubercles, vegetals i fruites, com el nyam, la yautía, la batata, la iuca, la nespra, el lulo, el jobo, la mora, el chipilín i la chaya.
Plats:

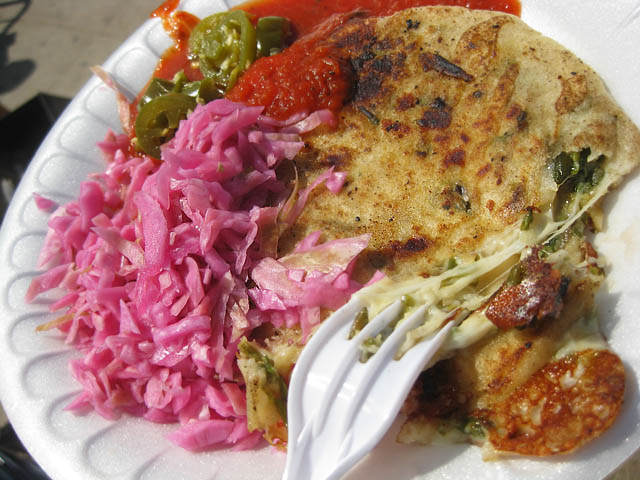
Pupusa facida de flor de loroco.

- Tacos, petites tortillas de blat de moro o blat cobertes amb un farcit, que pot ser de qualsevol guisat de carn o verdures, o les dues alhora
- Tortillas, un tipus de pa pla sense llevat elaborades a base de massa de blat de moro nixtamalitzat, de forma circular i aplanada[63]
- Tamales, espècie d'empanadas fetes normalment amb farina de blat de moro i farcides de carn de porc, pollastre o vedella[64]
- Mole, una salsa i adob tradicional utilitzada originalment a la cuina mexicana; en general, conté fruites, fruita seca, pebrots i espècies com el pebre negre, la canyella o el comí; sovint s'associa amb la xocolata.[65][66]
- Guacamole, una salsa de sucar feta principalment amb alvocat, desenvolupada per primera vegada pels asteques[67]
- Pozole, sopa feta a base de grans de blat de moro a la qual se li agrega carn de pollastre o de porc com a ingredient secundari[68]
- Salsa, una varietat de salses que s'utilitzen com a condiments per a tacos i altres aliments mexicans, i com a salsa de sucar per a xips de tortilla; poden estar crues o cuites, i generalment se serveixen a temperatura ambient.[69]
- Champurrado, una beguda de xocolata[70]
- Pejelagarto, un peix amb un cap semblant a un caiman amanit amb chile amashito i llima[71]
- Pulque o octli, una beguda alcohòlica elaborada amb suc d'atzavara fermentada
- Tepache, cervesa de pinya tropical
- Xili, un guisat picant que conté bitxo (de vegades en pols), carn (generalment vedella), tomàquets i sovint fesols pinto o kidney;[72] poden anar condimentades amb all, ceba i comí.
- Pupusas, pa gruixut de farina de blat de moro de la cultura pipil d'El Salvador
- Atole, una beguda calenta a base de massa de blat de moro
- Mescal, una beguda alcohòlica destil·lada feta d'atzavara

## Cuina indígena al Carib

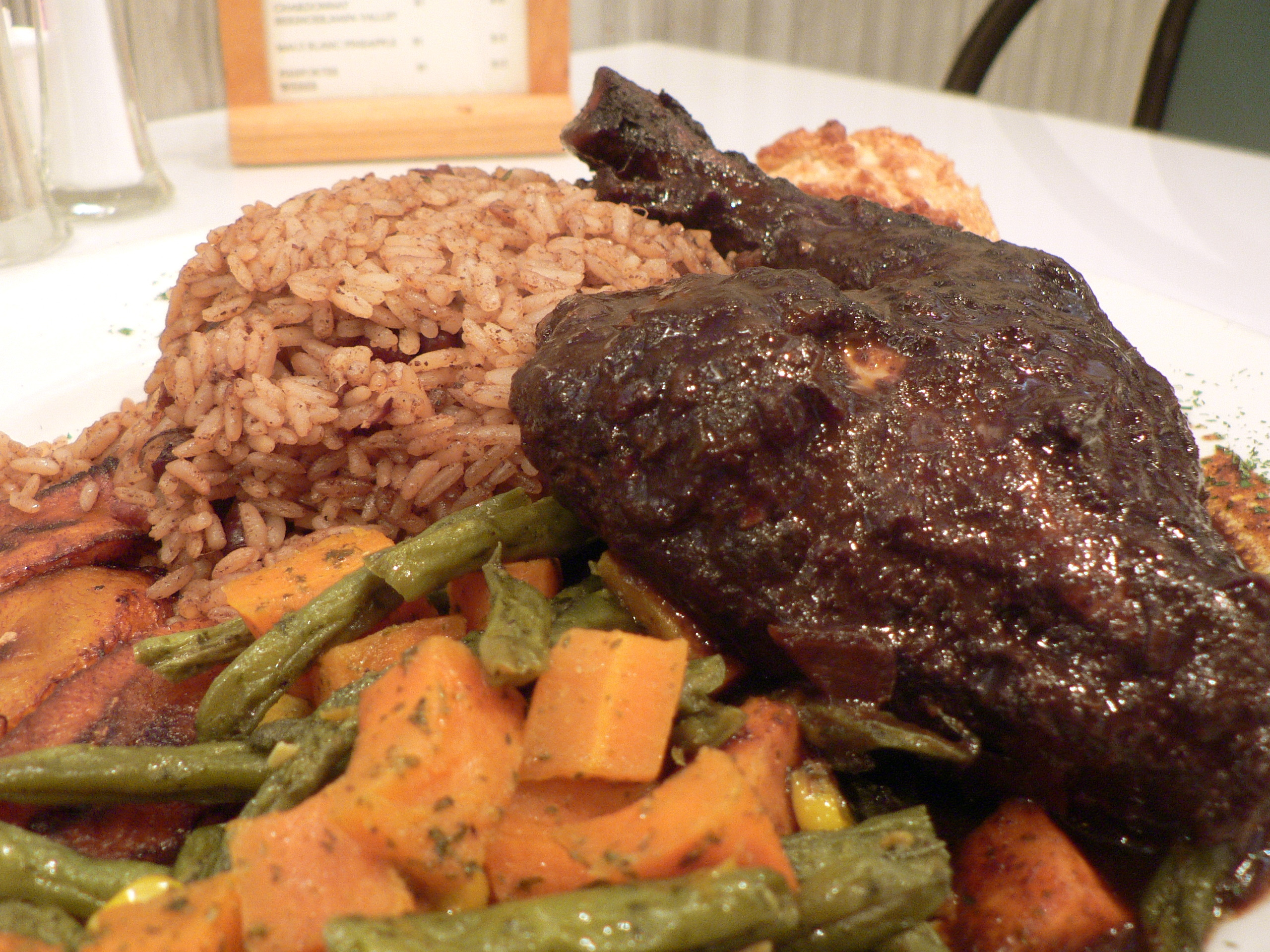
Jerk de pollastre amb plàtans, arròs i galeta de mel

Aquesta regió està inclosa per les cultures de les tribus arauac, carib i siboney. Els taïnos de les Grans Antilles van ser els primers d'Amèrica a conèixer Colom. Abans del contacte amb Europa, aquest grup recol·lectava menjar, caçava i pescava, i també conreaven i consumien una gran varietat d'aliments endèmics: iuca, blat de moro, pinya, guaiaba, papaia... Els taïnos també conreaven mandioca, moniatos, mongetes, carabassa, taronges, cacauets, pebrot, palmito, mapuey, guanàbana, xirimoia...
Els carbohidrats essencials els els proporcionaven la iuca i el nyam en què basaven la seva dieta; el sabor i la varietat de plats, el blat de moro i el bitxo; i les fruites tropicals frescor i valor nutricional. Avui, aquests grups gairebé han desaparegut, però la seva cuina segueix viva.
Plats:
- Barbacoa, una manera de cuinar lentament la carn a la brasa sobre un clot
- Jerk, una manera de cuinar la carn originària del poble taïno de Jamaica. La carn es fregava amb bitxo sec, un pebrot Scotch bonnet i potser altres espècies, abans de fumar-se al foc o a les brases de carbó.
- Casabe, un pa pla fet d'arrel de mandioca molt estès per tot el Carib i l'Amazones.
- Guanime, un plat porto-riqueny semblant als tamales
- Funche, una polenta de blat de moro tradicional a Puerto Rico

## Cuina indígena a l'Amèrica del Sud

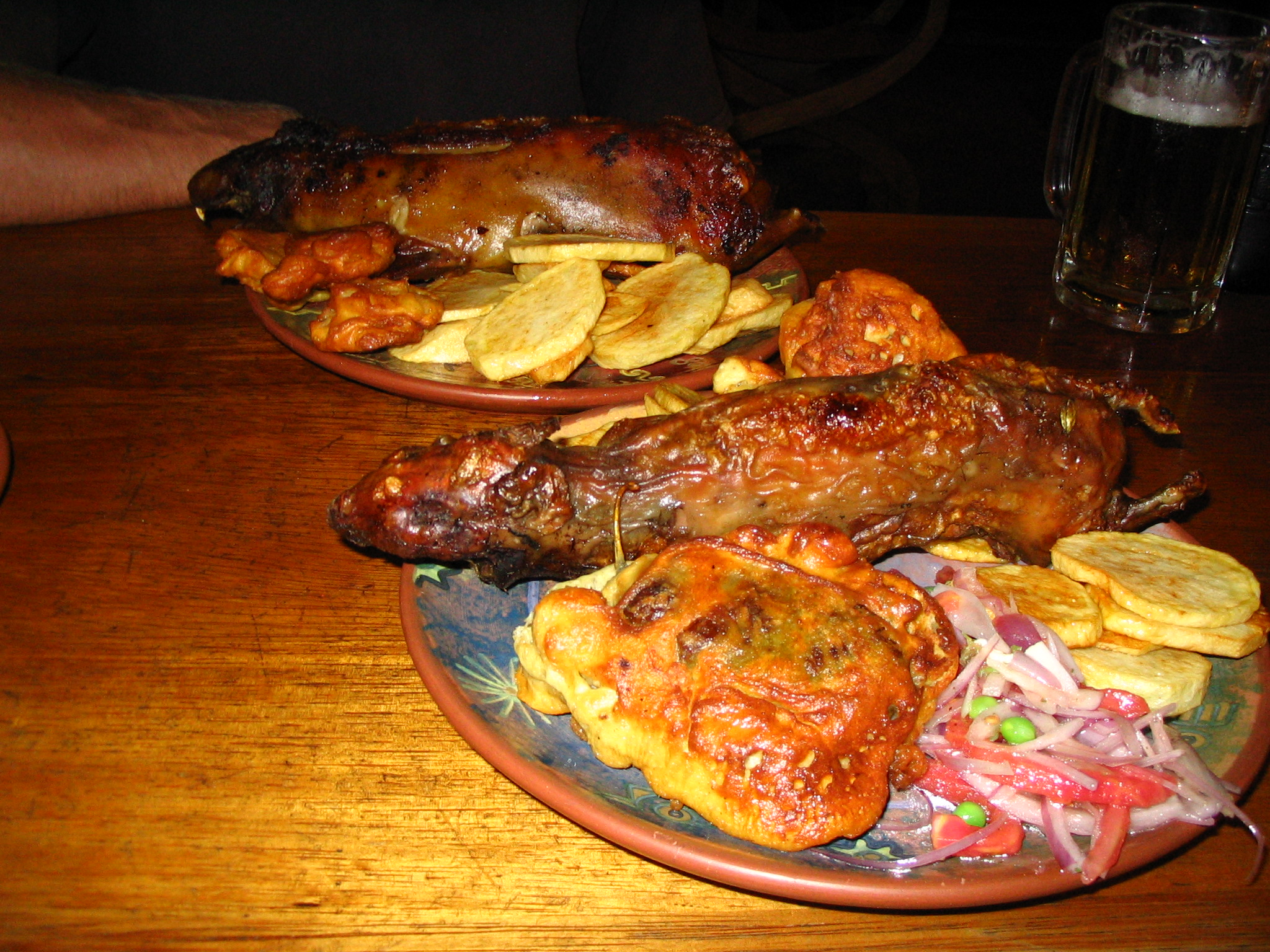
Conillet d'índies a la brasa

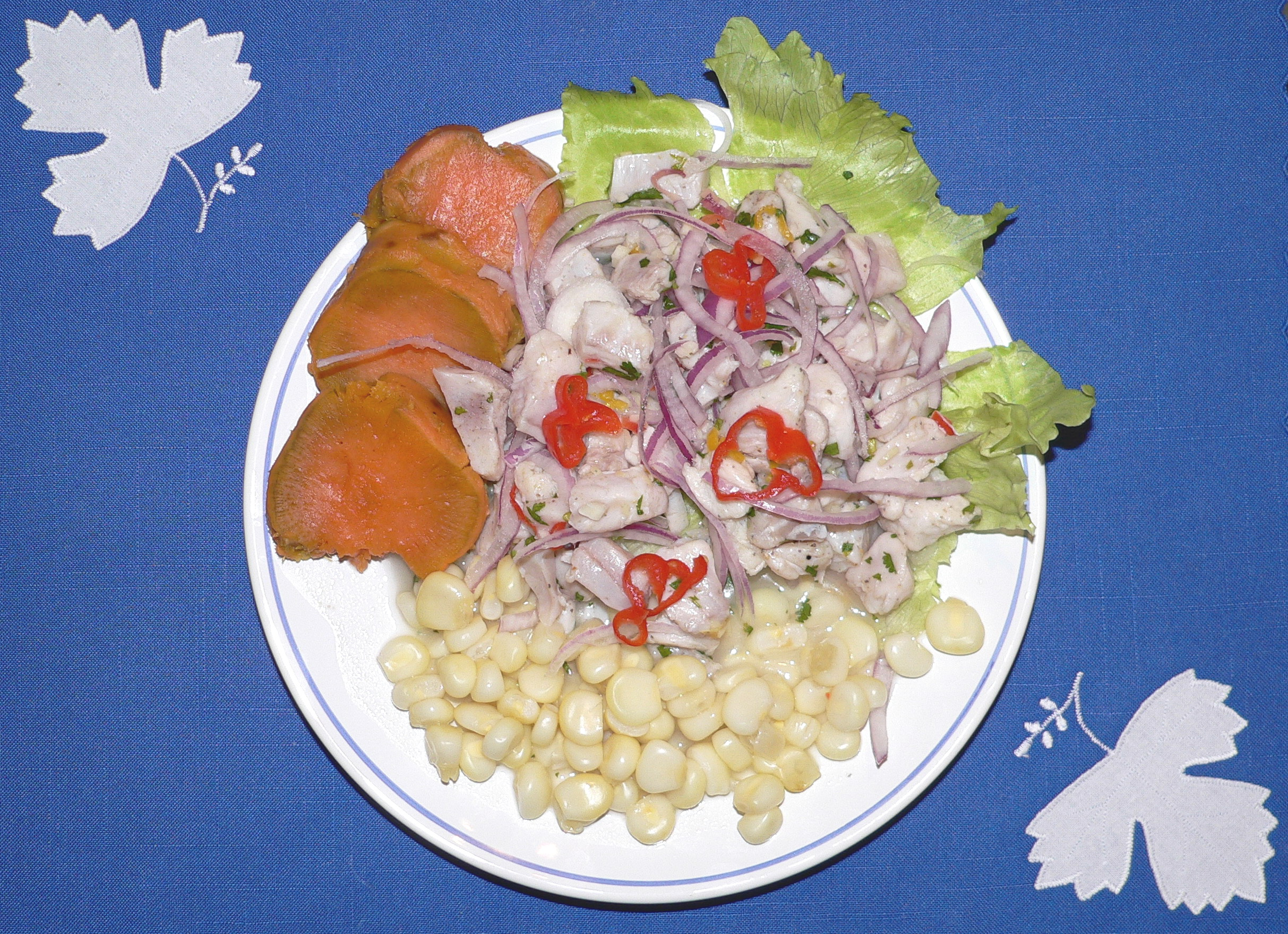
Ceviche

### Cultures andines
Les cultures andines s'ubiquen a les actuals Xile, Perú, Bolívia, Equador, Colòmbia, part d'Argentina i part de Veneçuela, i inclouen els quítxues, els aimares, els inques i els nazca.
Aquests pobles han conreat i adaptat productes autòctons com la patata, el blat de moro i la quinoa, que és considerada pels indígenes un aliment sagrat i símbol de la riquesa dels Andes. Utilitzaven una tècnica de cocció tradicional anomenada pachamanca, símbol del profund respecte cap a Pachamama per part d'aquestes cultures. Amb la pachamanca, els aliments es cuinen sota terra i s'utilitzen ingredients locals com tubercles, carns i herbes.
A la zona de la Patagònia continental, els pobles indígenes basaven la seva alimentació en la caça i la recol·lecció, tot i que no van començar a criar animals per al seu consum fins a la introducció d'animals domèstics per part dels europeus. Aquest bestiar era fonamentalment equí, boví i oví, però la fauna autòctona (el guanac, el nyandú, els armadillos, les mofetes, les mares i els petits rosegadors) era la principal font d'aliment. Sovint es consumia nyandú i guanac cru, generalment just després de la captura de la presa. Les tècniques de preservació alimentària anaven des de l'assecatge de carn (charqui) i arrels per al consum posterior fins a l'elaboració d'embotits, passant per la cocció al foc directe, amb pedres calentes o en estofats i guisats.
Els mochica del jaciment de Huaca Prieta duien una dieta rica en espècies de la costa i els aiguamolls, així com carn d'aus i cérvols dels boscos de muntanya. Consumien vegetals i plantes salvatges (alvocats, pebrots, fesols) i també peixos i lleons marins. Els aliments bàsics dels inques eren la patata i la quinoa a les zones altes, i el blat de moro, el moniato, el bitxo, la carabassa, el cacauet, els fesols, la mandioca i els tomàquets a les valls i la costa.
Plats:

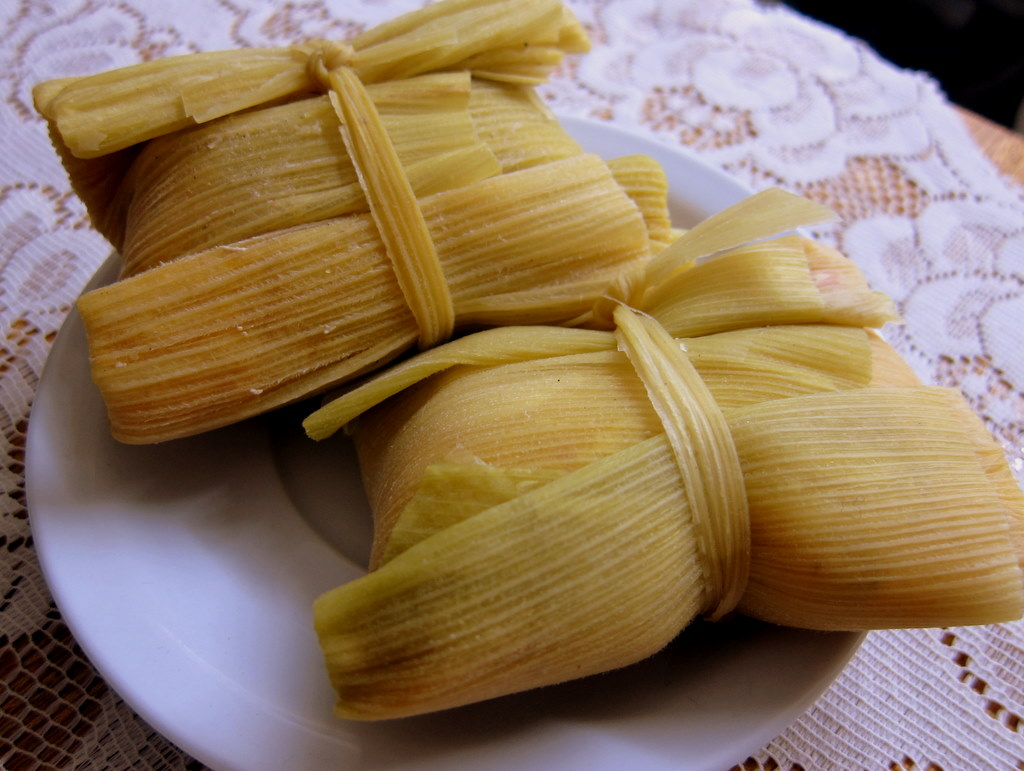
Humitas en chala (embolcallades en closques de blat de moro)

- Conillet d'índies a la brasa, autòcton de la majoria de les regions andines. El petit rosegador es conrea des de fa més de 4.000 anys
- Farinetes de quinoa
- Ceviche, peix marinat en suc de cítrics[64]
- Cancha o tostada, feta amb nixtamal (blat de moro) fregit
- Patasca, guisat picant fet de blat de moro bullit, patates i carn seca.[77]
- Charqui (ch'arki en quítxua, jerky en anglès), tires de carn seca[10]
- Pachamanca , guisat cuinat en un forn enterrat huatia
- Humitas, semblants als tamales actuals, una barreja espessa de blat de moro, herbes i ceba, cuinada en un embolcall de fulla de blat de moro. El nom és modern, que significa corbata de llacet, a causa de la forma amb què s'embolica.

### Altres cultures sud-americanes
Altres cultures de l'Amèrica del Sud inclouen els indígenes de les zones costaneres de l'Atlàntic i el Pacífic, la zona de l'Amazònia, i la pampa, com els guaranís, els maputxes o part dels pobles de Colòmbia.
A la zona que seria ocupada pel Brasil, l'aliment destacat era la iuca (o mandioca).
Plats:
- Arepa, un pa a base de blat de moro originari dels pobles indígenes de Colòmbia i de Veneçuela[64]
- Merkén, bitxo fumat en pols dels maputxes de la Patagònia
- Pira caldo, sopa de peix paraguaiana
- Chipa, un pa de blat de moro o a base de mandioca originari del Paraguai
- mate, infusió preparada amb fulles d'herba mate, originària de les conques dels rius Paraguai i Paraná
- Maniçoba, plat de fulles de mandioca bullides i carn fumada autòctona de l'Amazònia brasilera.
- Tacacá, un guisat brasiler de tucupí, fulles de jambu i gambes, que se serveix normalment en una carabassa seca.